# Ta Kream (gmina)
Ta Kream – gmina (khum) w zachodniej Kambodży, w prowincji Bătdâmbâng, w dystrykcie Banan. Stanowi jedną z 8 gmin dystryktu.

## Miejscowości
Na obszarze gminy położonych jest 11 miejscowości:
- Andong Neang
- Anlong Svay
- Dangkut Thnong
- Ou Pong Moan
- Ou Ta Nhea
- Paoy Svay
- Prey Phdau
- Slab Pang
- Ta Kream
- Ta Ngaen
- Thmei